# Крањска
Крањска (словен. Kranjska; лат. Carniola) је историјска покрајина која обухвата средишње делове данашње Словеније. Првобитно је била грофовија, у саставу Франачког царства, потом је била погранична грофовија (марка) Светог римског царства, а касније је уздигнута на степен Војводине Крањске у саставу Хабзбуршке монархије. Крањска је 1849. године подељена на три управне области: Горењску, Нотрањску и Долењску. У оквиру Аустроугарске, била је једна од крунских земаља. До 14. века, престоница је био град Крањ, а потом Љубљана.

## Историја

### Карниола
По затону римске државе и селидбама народа на простору данашње северозападне државе Словеније на крају 8. и почетку 9. века дошли су Словени и развили кнежевину Карниолу са средиштем у Карниму (словен. Carnimu) данашњи Крањ. О Карниоли се мало зна јер у средењевешких записа је остало мало о овој теми. Кнежевина је вероватно у времену франковских ратова са Аварима укључена уз релативну самосталност унутар Фурланске источне крајне које је била део Франачке.

### Крањска крајна
Године 973. се први пут спомиње Крањска крајна тј. Крањска марка, која је била погранична грофија зависна од 976. корушком војводи. У том времену своја имања добију бискупије Бриксем, Фрајсинг, Сакзбург, Аквилеја у Гурк. Хенрик IV је 1077. после 10 година краљевске управе да аквилејском патријарху  . До тада су се на грофоском месту измењали:
- Пабо (Попон)
- Зигхарт Земпт-Еберсбершки
- Улрик Земпт-Еберсбершки
- Еберхарт Земпт-Еберсбершки
- Улрик Вајмар-Орламинде  (од 1061 такође погранички гроф Истре)

Семпт-Еберсбершки су били баварски рођаци немачког цара Арнулфа Карантанијскога, Вајмар-Орламинде па његов рођак из Тирингије. Аквилејска управа се брзо завршила јер је Крањску добио Хенрик Епенштајнски док је цар 1093. поново није доделио Аквилеју.

### Аквилејски патријархат и разкол грогије
-Крењска ће у следећем перриоду само формално бити власништво аквилејских патријарха. У 12. и 13. веку она постоји само на папиру, а стварно је грофија подењена на неколико територијалних господара. То су све биле породице племства које се такмичило за што већи углед и што већа права на Крањску. Значајне породице су
- Бабенбержани,
- Вишњегорски,
- Андешки и
- Шпанхајмери.

Породице су временом изумрле или наследиле имања и јачале. Када је корушки војвода Улрик III Шпанхајмер оженио са задњом представницом Андешких и повезао ниже племство је постао владар Крањске. Тада је преместио престоницу у Љубљану која се од тада почела развијати. По смрти Улрика се Крањска заједно са Словеначком крајном уврстила у државну власт.

### Долазак Хабзбургов
Улрика наслеђује чешки краљ Отакар II Пшемисл. О заузима Корушку и Крањску 1276. али због захтева локалне скупштине он препушта Крањску у руке Хабзбурга. Историја Крањске се ту заплиће јер у рату са немчким краљем Рудолфом I Хабзбуршким, Крањска прелази 1282. под власт Рудолфовим синовима Албрехту I Хабзбуршком и Рудолфу II Аустријском. С тим чином Аквилејски патријарх званично губи моћ над Крањском. Упркос томе да су Хабзбурзи имали Крањску у својој власти управљање су обављали Мајнхардунери до 1335. године, тада долазе Хабзбурзи који ће је имати све до 20. века.

### Војводина Крањска
Година 1364 је статус Крањске уздигнут у Војводину. Хабзбурзи су више пута деле права племству и тако утврђју своју власт. На подлози тих права почињу да се развијаји сталежи. Хабзбурзи шире своја посества у правцу Истре и приморја и те делове укључују у војводину Крањску.

### Илирске провинцијее
Француска улази у Крањску 1797. и поново између 1809. и 1812.. Тада су установљене Илирске провинције којима је била прикључена Крањска у целини са положајем провинце. 

### Обнова аустиске власти
По пропасти Наполеона Крањску Бечки конгрес враћа у Аустријско царство. По уређењу из 1849. Крањска као крунска држава, Цислајтанија, бива подељена на:
- Горењску,
- Долењску и
- Нотрањску.